# اقتصاد الإبداع
اقتصاد الإبداع مجموعة من الأنشطة التي تستغل الإبداع الجمالي والفني لمجموعات من العمال المبدعين. يوصف اقتصاد الإبداع بأنه رابع قطاعات الاقتصاد. العامل الضروري في اقتصاد الإبداع هو رأس المال الفكري.